# Hypericum synstylum
Hypericum synstylum är en johannesörtsväxtart som beskrevs av N. Robson. Hypericum synstylum ingår i släktet johannesörter, och familjen johannesörtsväxter. Inga underarter finns listade i Catalogue of Life.